# Де Барбериис, Лия
Лия де Барбериис (итал. Lya De Barberiis; 19 июля 1919, Лечче — 8 февраля 2013, Рим) — итальянская пианистка.
Выступала на сцене с девятилетнего возраста. Окончила неаполитанскую Консерваторию Сан-Пьетро-а-Майелла (1934), ученица Алессандро Лонго. Затем совершенствовала своё мастерство в римской Консерватории Санта-Чечилия у Альфредо Казеллы (фортепиано), посвятившего своей ученице пятый из Шести этюдов Op. 70. В классе камерного ансамбля занималась у Артуро Бонуччи, затем продолжила занятия с ним в Академии Киджи; в 1951—1952 гг. стажировалась в Париже под руководством Маргерит Лонг.
В ходе сольной карьеры, продолжавшейся много десятилетий, Де Барбериис сотрудничала с ведущими итальянскими композиторами нескольких поколений. Помимо Казеллы, это были, в частности, Гоффредо Петрасси, Отторино Респиги, Ильдебрандо Пиццетти, Франческо Малипьеро — произведения этих пяти композиторов Де Барбериис включила в 2010 году в программу своего прощального концерта. Среди записей пианистки — все сольные фортепианные сочинения Казеллы, Петрасси и Луиджи Даллапиккола, а также «Картинки с выставки» Модеста Мусоргского и многие другие произведения. Как ансамблистка она выступала со скрипачом Феликсом Айо, флейтистом Северино Гаццеллони и др., а также во главе собственного фортепианного трио.
С 1979 г. преподавала в Консерватории Санта-Чечилия.
Дама-командор Ордена «За заслуги перед Итальянской Республикой».